# Třída New York
Třída New York byla třída dreadnoughtů US Navy. Skládala se z jednotek USS New York a USS Texas, které jako první americké dreadnoughty nesly kanóny ráže 356 mm a proto bývají označovány i jako tzv. „superdreadnoughty“. Na druhé straně to byly poslední americké bitevní lodě s více než čtyřmi dělovými věžmi a kotly na uhlí.
Obě lodi byly operačně nasazeny v první i druhé světové válce. Po jejím skončení byl New York použit při zkouškách jaderných zbraní na atolu Bikini v roce 1946 a o dva roky později potopen jako cvičný cíl. Texas byl zachován jako muzejní loď v texasském Houstonu a je dnes jedinou dochovanou americkou prvoválečnou bitevní lodí.

## Stavba

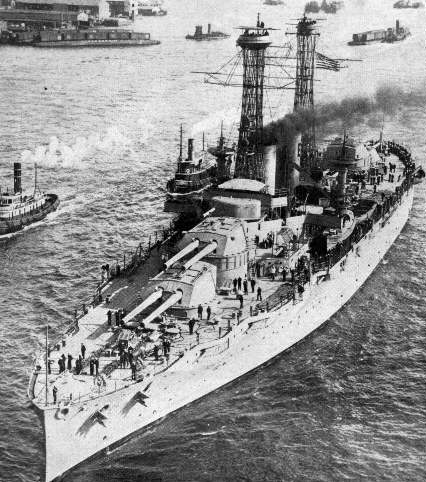
USS Texas za první světové války

Obě jednotky byly postaveny v loděnicích na východním pobřeží USA. New York byl postaven loděnicí New York Navy Yard v Brooklynu ve státě New York. Kýl lodi byl založen v září 1911, trup byl spuštěn na vodu v říjnu 1912 a v dubnu 1914 byla loď dokončena. Texas byl postaven v loděnici Newport News Ship Building and Drydock Company v Newport News ve Virginii. Kýl lodi byl založen v dubnu 1911, trup byl spuštěn na vodu v květnu 1912 a v březnu 1914 byla loď dokončena.

## Konstrukce
Třída New York konstrukčně navázala na předchozí lodě třídy Wyoming. Hlavní výzbroj lodí tvořilo deset 356mm kanónů o délce hlavně 45 ráží v pěti dvoudělových věžích (starší lodě nesly 305mm kanóny). Sekundární ráži tvořilo 21 kusů 127mm kanónů o délce hlavně 51 ráží, umístěných v kasematech. Na každém boku bylo deset z nich – část v trupu a část v pancéřované citadele, poslední kanón byl na zádi. Později byl jejich počet snížen na šestnáct.

## Operační služba

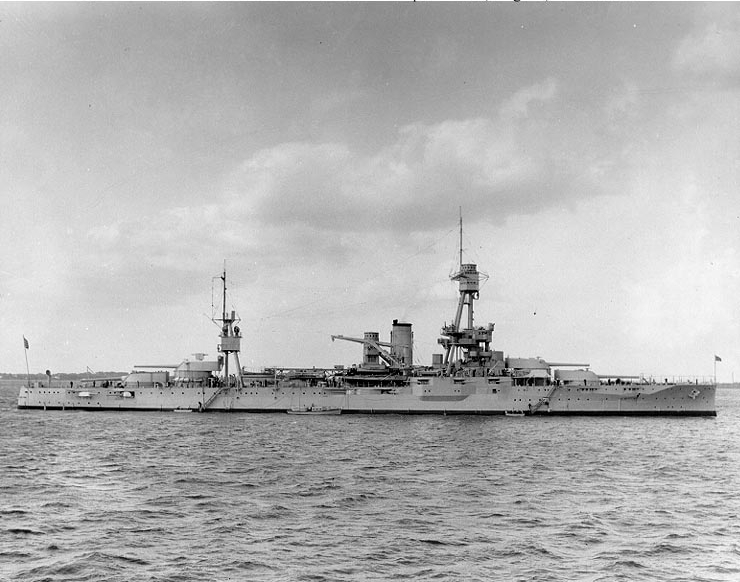
USS New York po modernizaci, 1929

Obě lodi byly dokončeny v první polovině roku 1914, tedy ještě před vypuknutím první světové války. Od svého dokončení až do roku 1919 obě lodi sloužily v Atlantiku. Poté, co se USA do války v roce 1917 zapojily, sloužily obě lodě ve spolupráci s britskou Grand Fleet v Severním moři, kde pomohly dále zvýšit výraznou převahu Royal Navy nad německou Kaiserliche Marine.
V letech 1925-27 obě jednotky prošly modernizací. Jako první americké bitevní lodě při ní dostaly trojnoškové stožáry, nesoucí nový systém řízení palby. Dále dostaly protitorpédovou obšívku, kotle vytápěné naftou, což umožnilo odstranit jeden ze dvou komínů, zesíleno také bylo horizontální pancéřování. Počet 127mm kanónů byl snížen na šestnáct. Celkově se zvýšil výtlak lodí a mírně snížila jejich rychlost. Lodě dostaly katapult a nesly dva hydroplány. Počet členů posádky se po modernizaci zvýšil na 1 290.
V polovině 30. let byly obě lodi převedeny do Atlantiku, kde strávily převážnou část války – částečně ve výcviku. Za druhé světové války byly používány zejména k doprovodu spojeneckých konvojů a dělostřelecké podpoře vyloďovacích operací. New York a Texas podporovaly vylodění v Severní Africe v listopadu 1942. Texas dále podporoval vylodění v Normandii a Jižní Francii. New York sloužil v letech 1943–1944 jako cvičná loď. V druhé polovině roku 1944 pak byly obě lodi přesunuty do Pacifiku – podporovaly například spojenecká vylodění na Iwodžimě a Okinawě. Během války byla u lodí zesilována protiletadlová výzbroj, naopak počet 127mm kanónů byl snížen na šest.

## Osud

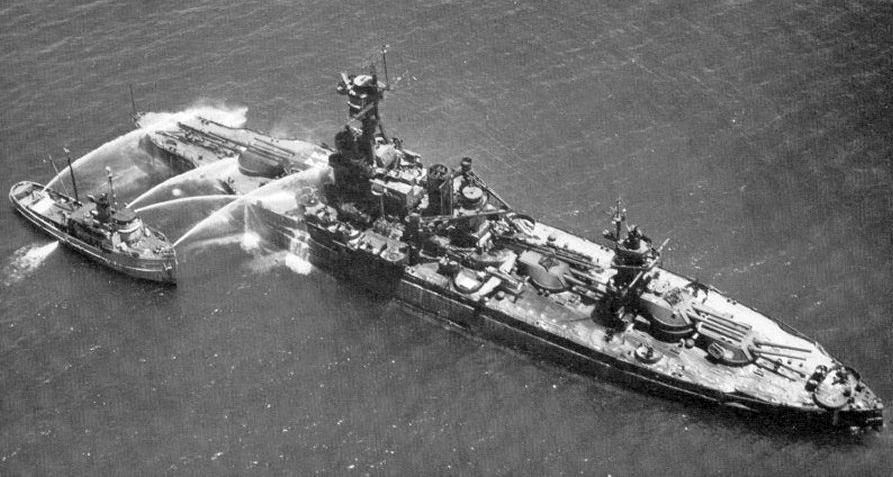
USS New York po pokusném jaderném výbuchu Baker, člun se z lodi snaží smýt radioaktivní spad, 1946

Obě lodi se dočkaly konce druhé světové války. New York byl použit při pokusných jaderných testech na atolu Bikini v roce 1946 – Operace Crossroads, poté byl nějaký čas zkoumán v Pearl Harboru a v roce 1948 definitivně potopen jako cvičný cíl.
Texas byl vyřazen v roce 1948 a zachován v Houstonu jako plovoucí muzeum. Stal se první americkou muzejní lodí této kategorie a dnes je jedinou dochovanou americkou prvoválečnou bitevní lodí.